# Balogh Miklós (labdarúgó, 1914)
Balogh Miklós (Porcsalma, 1914. január 1. – 1983. szeptember 20.) válogatott labdarúgó, középfedezet. Sógora Kincses Mihály szintén válogatott labdarúgó volt. A sportsajtóban Balogh II néven volt ismert.

## Pályafutása

### Klubcsapatban
1930-ban kezdett futballozni a Kőbányai SSE színeiben. Három év múlva igazolt a Nemzeti SC-be. 1939-től a BSzKRT játékosa volt.
Kiváló irányító játékos volt, aki fejjátékával is kitűnt a mezőnyből

### A válogatottban
1938-ban egy alkalommal szerepelt a válogatottban.

### Edzőként
1957-ben a TÜKER SC edzője lett.

## Statisztika

### Mérkőzése a válogatottban
| Magyarország | Magyarország      | Magyarország | Magyarország | Magyarország | Magyarország | Magyarország | Magyarország | Magyarország |
| #            | Dátum             | Helyszín     | Hazai        | Eredmény     | Vendég       | Kiírás       | Gólok        | Esemény      |
| ------------ | ----------------- | ------------ | ------------ | ------------ | ------------ | ------------ | ------------ | ------------ |
| 1.           | 1938. március 20. | Nürnberg     | Németország  | 1 – 1        | Magyarország | barátságos   | -            |              |
|              | Összesen          |              |              | 1            | mérkőzés     |              | 0            | gól          |